# صحجانوا
صحجانوا (به انگلیسی: Sahjanwa) یک منطقهٔ مسکونی در هند است که در بخش گوراخپور (هند) واقع شده‌است. صحجانوا ۱٬۲۱۰ کیلومتر مربع مساحت و ۲۵٬۰۹۱ نفر جمعیت دارد.